# 1916 في إيطاليا
فيما يلي قوائم الأحداث التي وقعت خلال عام 1916 في إيطاليا.

## أحداث
- 15 مايو – معركة أسياغو
- 6 أغسطس – معركة دوبردو

## مواليد

### يناير
- 21 يناير – بييترو رافا لاعب ومدرب كرة قدم إيطالي.

### فبراير
- 5 فبراير – أوغو لوكاتيللي لاعب كرة قدم إيطالي.

### أبريل
- 19 أبريل – برونو كيزو لاعب كرة قدم إيطالي.
- 26 أبريل – بريمو فولبي درّاج طريق إيطالي.
- 28 أبريل – فيروتشيو لامبورغيني

### مايو
- 20 مايو – أوندينا فالا

### أغسطس
- 1 أغسطس – أوليمبيو بزي درّاج طريق إيطالي.

### سبتمبر
- 18 سبتمبر – روسانو براتزي
- 23 سبتمبر – ألدو مورو سياسي إيطالي.

## وفيات

### أغسطس
- 17 أغسطس – أومبرتو بوكيوني (مواليد 1882) رسام ونحات إيطالي.

### أكتوبر
- 10 أكتوبر – أنطونيو سانت إيليا (مواليد 1888) مهندس معماري إيطالي.